# Jesse Väänänen
Pour les articles homonymes, voir Väänänen.
Jesse Väänänen est un fondeur finlandais, né le 6 janvier 1984.

## Biographie
Il débute en Coupe du monde en mars 2004 à Lahti.
C'est en décembre 2007, qu'il marque ses premiers points avec une 10e place au sprint classique de Kuusamo. Il obtient son meilleur résultat en janvier 2010 en terminant 4e du sprint classique d'Otepää. Il prend part ensuite à son seul grand championnat, les Jeux olympiques de Vancouver où il est 22e du sprint classique.